# Rosa yuyamensis
Rosa yuyamensis es una especie de planta del género Rosa, de la familia Rosaceae.

## Taxonomía
Rosa yuyamensis fue descrita por Uyeki en 1950.

## Distribución
Se encuentra en el territorio de Shikoku.